# 斯托克曼旗舰店

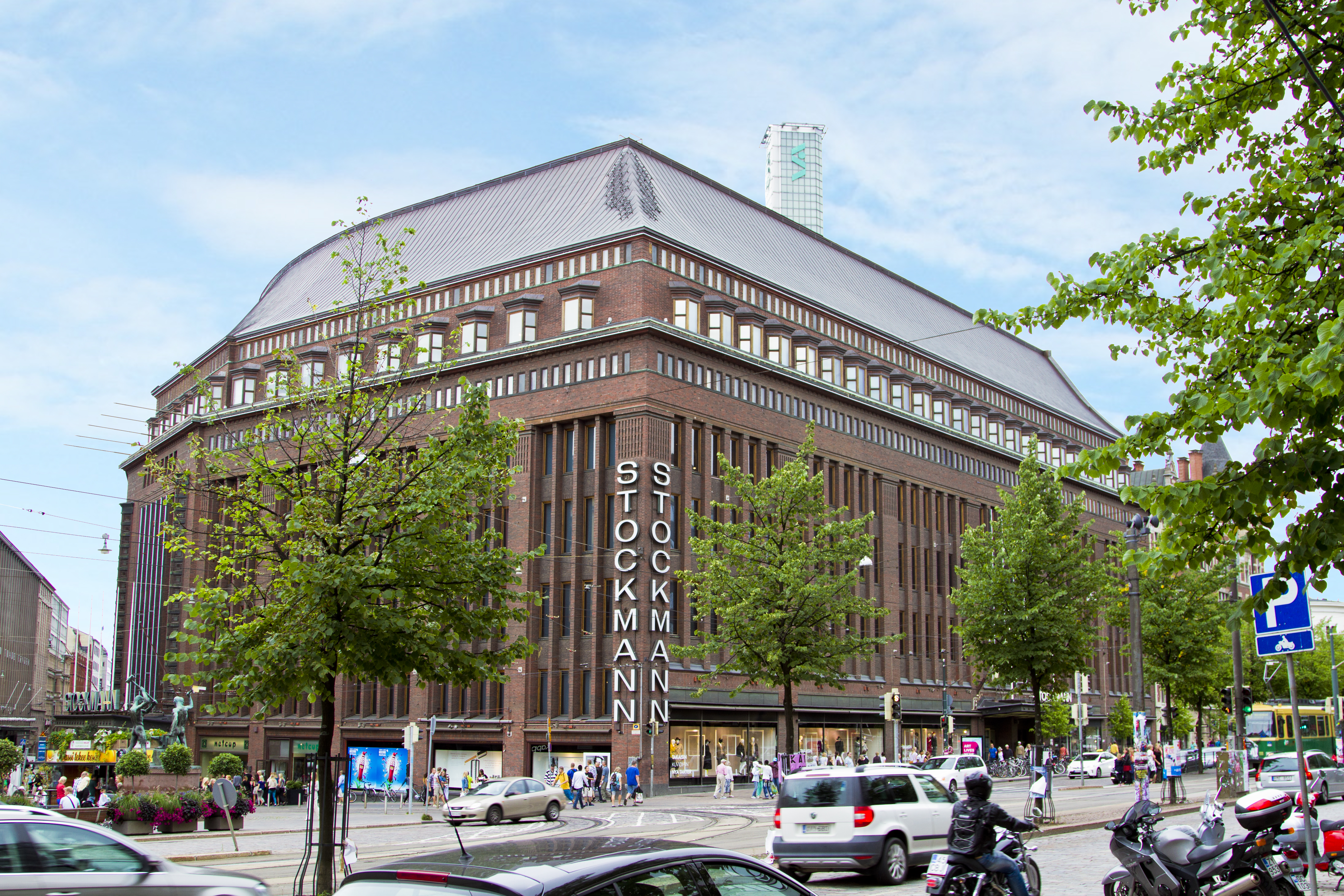
斯托克曼旗舰店

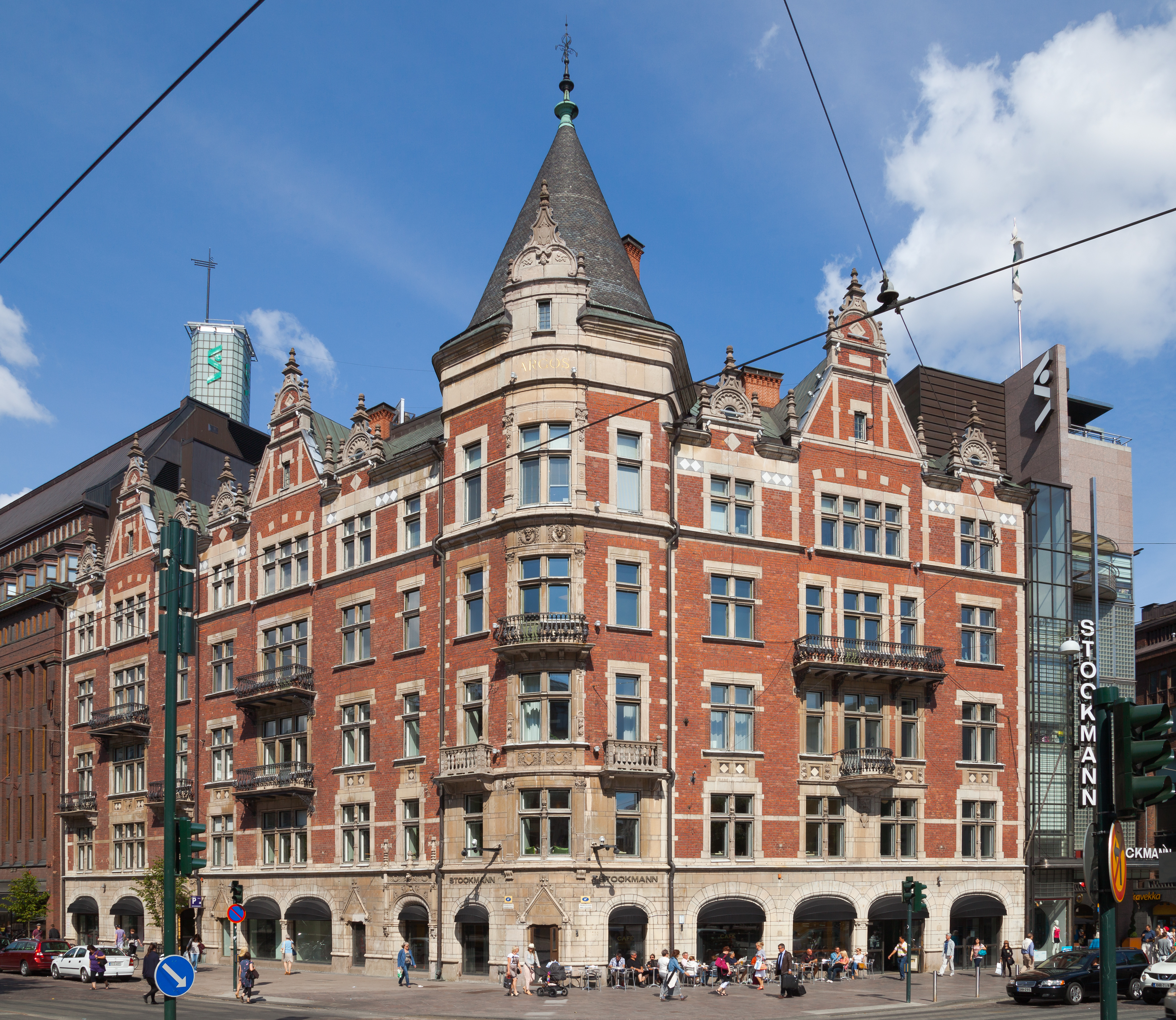
阿尔戈斯大楼的新艺术风格立面

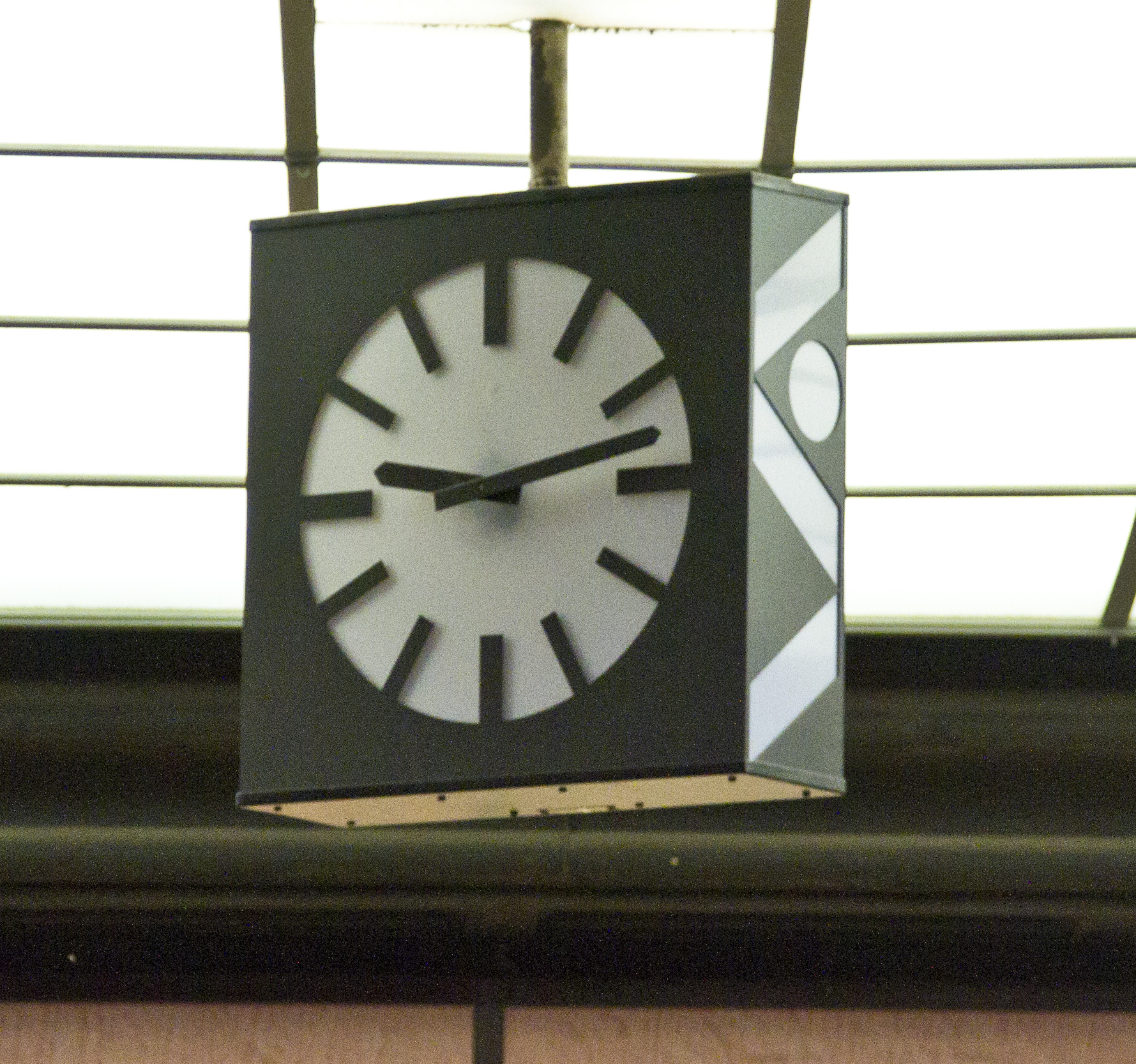
斯托克曼时钟

斯托克曼旗舰店（芬蘭語：Stockmannin Helsingin keskustan tavaratalo）是斯托克曼百货公司最古老、也是规模最大的门店，也是一座具有文化价值的商业建筑，位于芬兰首都赫尔辛基的市中心。无论按面积还是销售额，它都是北欧国家最大的百货公司。该店以销售国际知名的奢侈品牌著称。
斯托克曼时钟位于大门处，已经成为赫尔辛基城市文化的符号，是一个受欢迎的碰面地点。
斯托克曼百货公司大楼建于1930年。1989年，阿尔戈斯大楼被并入斯托克曼大楼，只有立面得以保留。此后，斯托克曼占据了整个街区，四面分别是曼纳海姆路、亚历山大街、中心街和北埃斯普拉纳迪街。
2007年，百货公司开始进一步扩张。2010年完成后，零售面积由1万平方米增加到50000平方米，成为欧洲最大的百货公司之一。整修耗资约1.25亿欧元，预计增加年销售额5000万欧元。